# Jimmy Briceño
Jimmy Briceño (nacido el 15 de abril de 1986 en Barinitas) es un ciclista venezolano.
Integrante del equipo Lotería del Táchira, es oriundo del estado llanero de Barinas. En 2010 ganó una etapa de la Vuelta al Táchira con final en el Cerro El Cristo. En septiembre de ese año ganó la Vuelta a Trujillo además de obtener victoria en 2 etapas.
En noviembre de 2011 compitió con su equipo en 2 pruebas internacionales. La Vuelta a Bolivia donde culminó 8.º y la Vuelta a Chiapas en la que fue 5.º. A inicios de 2012 se coronó campeón de la carrera más importante de Venezuela, la Vuelta al Táchira, donde además se convirtió en el primer corredor nacido en el estado llanero de Barinas que la conquista.
En febrero de 2014 se anunció su fichaje por el Androni Giocattoli-Venezuela. Sin embargo no recaló en las filas de este equipo debido a un resultado de hematocrito de 63 (el límite es de 50) en los exámenes que le efectuó la UCI para aprobar su Pasaporte Biológico, el cual no le fue dado. En mayo de 2014 la UCI anunció que había dado positivo por EPO en la Vuelta al Táchira donde fue ganador.

## Palmarés
2010
- 1 etapa de la Vuelta al Táchira

2012
- Vuelta al Táchira, más 1 etapa

2017
- 1 etapa de la Vuelta al Táchira

2019
- Vuelta al Táchira, más 1 etapa

## Equipos
- Ejército – Gobernación de Barinas
- Gobernación de Trujillo
- Lotería del Táchira